# Hanenhof

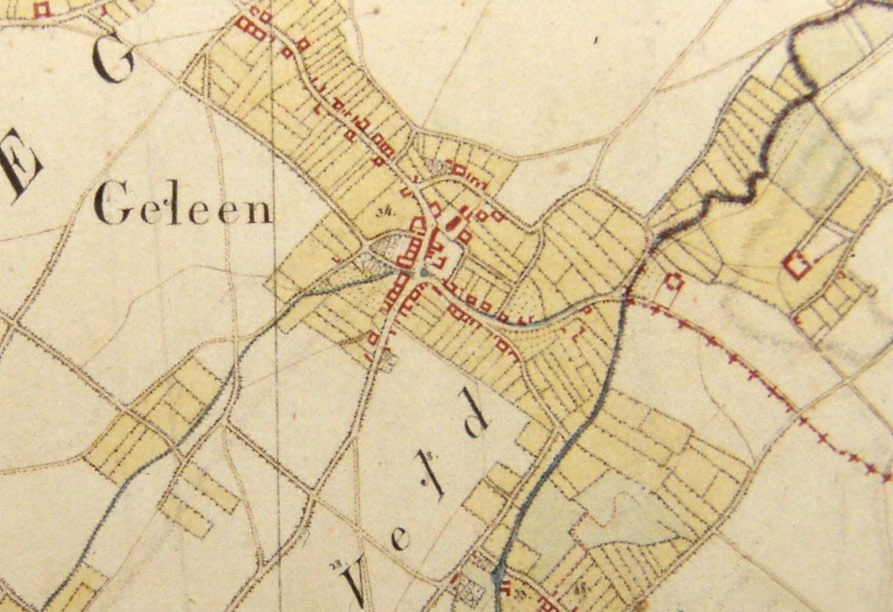
Tranchotkaart van Geleen uit 1802. De rode vierkant rechts geeft de locatie van Abshoven aan. Links hiervan Huize De Koekamp, waar links naast de Hanenhof zou hebben gelegen.

De Hanenhof was een hoeve in Oud-Geleen en lag op het kruispunt van de Beekstraat en de spoorlijn, nabij Station Geleen Oost.
De huidige Jodenstraat, Marcellienstraat en Eindstraat waren de verbindingswegen die vroeger naar deze hof hebben geleid.

## Geschiedenis
Op de locatie waar de Hanenhof stond, was in de Romeinse tijd hoogstwaarschijnlijk een Romeinse villa gevestigd. In de Frankische tijd vestigde zich een herenboer op het door de Romeinen verlaten domein. Het grondgebied waarop de Hanenhof lag kende echter geen aaneengesloten bewoning.
In 1291 verkocht Dirk Hane, eigenaar van de Hanenhof, een halve bunder van het leengoed aan de abt van de Val-Dieu. In 1326 werd melding gemaakt van ene Michel de Hane die van de graaf van Gelre een hof en grond in leen hield te Geleen; met dit hof zal de Hanenhof zijn bedoeld.
In 1381 was er sprake van Godart Hane, die mogelijk dezelfde persoon was als Godart van Vlodrop, de voogd van Roermond. Zijn zoon Willem erfde de Hanenhof. Toen Willem overleed, erfde zijn toen nog minderjarige zoon Godart de bezittingen van zijn vader. In 1455 bleek dat de Hanenhof een leen van Valkenburg was, want Godart werd er mee beleend. Hetzelfde gebeurde in 1537 met zijn achterkleinzoon Balthasar van Vlodrop.
De beleningen aan de familie Van Vlodrop gingen door tot 1627: in dat jaar werd Johan van Virmundt de eigenaar van de Hanenhof, dankzij zijn huwelijk met Johanna-Maria van Vlodrop. Johan vocht mee in de Dertigjarige Oorlog en kwam in geldproblemen toen hij zijn soldaten niet meer kon betalen. Hij verpandde vervolgens de Hanenhof. In 1633 werd de hoeve op naam van zijn kinderen gezet, die in 1641 de hoeve verkochten aan enkele inwoners van Geleen, waaronder Marten van Nierbeeck. De nieuwe eigenaren werden nog datzelfde jaar met de Hanenhof beleend.
In 1653 kreeg drossaard Jan van den Stock het grootste deel van de Hanenhof in bezit. Zijn nakomelingen bleven tot eind 18e eeuw mede-eigenaar van de gronden van de Hanenhof. De hoeve zelf lijkt dan inmiddels te zijn vervallen, want sinds eind 16e eeuw kende de hoeve geen bewoners meer.
Rondom de Hanenhof lagen rechthoekige binnen- en buitengrachten, die in verbinding stonden met de Keutelbeek en de Geleenbeek. Eind 19e eeuw werd de spoorlijn aangelegd, waardoor het grachtenstelsel verstoord raakte. In de jaren 20 en 30 werden ze vervolgens gedempt.
Mogelijk speelde de Hanenhof met zijn grachten een rol in de algemene verdedigingswerken rondom Geleen, zoals landweren en omgrachte vluchtterreinen.

### Bewoning
Vanaf de 12e eeuw zijn de volgende eigenaren van de hoeve bekend:
| Periode        | Eigenaar                          | Opmerking |
| -------------- | --------------------------------- | --- |
| 1148           | Ridder Wilhelmus van Geleen       | Willelmus nobilis vir de Glene wordt vermeld in een oorkonde uit 1148, opgesteld na 1175, die zich in Abdij Rolduc bevindt. Het is overigens niet zeker of Wilhelmus de Hanenhof in eigendom had. |
| 1252           | Ridder Reinhard of Reinald        | |
| 22 april 1291  | Dirk Hane                         | Dirk Hane verkoopt een half bunder leengoed bij Opgeleen aan de abt van de Abdij van Val-Dieu. Aan deze abt behoorde onder andere Klooster Abshoven toe. Op 24 december 1287 had de abt de nabijgelegen banmolen van Munstergeleen met ongeveer 2,5 bunder beemd en akkerland van de Heer van Born gekocht. |
| 1326           | Michel de Hane                    | |
| omstreeks 1381 | Godart of Godfried van Vlodrop    | Godart van Vlodrop was voogd van Roermond en heer van Heerlijkheid Leut. |
| 14e / 15e eeuw | Willem van Vlodrop                | Willem volgde zijn vader op als Heer van Leut. Zijn broer Godart II werd in 1409 voogd van Roermond. Willem stierf in 1411 |
| 1411           | Godart van Vlodrop                | De toen minderjarige Godart volgde zijn vader op als Heer van Leut en verhief de Hanenhof op 15 juni 1455 te Valkenburg. Godart overleed in 1475. |
| 1537           | Balthasar van Vlodrop             | Balthasar, de kleinzoon van Godart, verheft de Hanenhof te Valkenburg. Hij stierf in 1546. |
| 2 april 1546   | Willem I van Vlodrop              | Willem, broer van Balthasar, verheft de Hanenhof te Valkenburg. |
| 1562           | Willem II van Vlodrop             | Zoon verheft de Hanenhof te Valkenburg. |
| 1603           | Adriaan Balthasar van Vlodrop     | Verheft de Hanenhof te Valkenburg. |
| 1613           | Jan Willem van Vlodrop            | Verheft de Hanenhof te Valkenburg. |
| 1615           | Otto Hendrik van Vlodrop          | Verheft de Hanenhof te Valkenburg. |
| 1615           | Otto Hendrik van Vlodrop          | Verheft de Hanenhof te Valkenburg. |
| 1627           | Johan van Virmundt                | Johan, Heer van de Heerlijkheid Schönau, verkrijgt de Hanenhof door huwelijk met Johanna-Maria van Vlodrop. Johan was ten tijde van de Dertigjarige Oorlog aanvoerder van een regiment. Toen hij de soldij van zijn soldaten niet kon betalen, verpandde hij de hoeve.                                      |
| omstreeks 1630 | Pieter Bock van Haesdal           | Verkreeg de Hanenhof via verpanding. |
| 5 maart 1633   | kinderen van Johan van Virmundt   | Advocaat Alexander Snijders verheft de hoeve namens de onmondige kinderen van Johan van Virmundt. |
| 1641           | Marten van Nierbeeck en consorten | De Hanenhof komt in Geleense handen. |
| 1653           | Jan van den Stock                 | Jan van den Stock, drossaard van het Graafschap Geleen werd eigenaar van het grootste deel van de hoeve. |
| 1661           | Gonzales van den Stock            | Zoon van de drossaard verheft de Hanenhof te Valkenburg. Waarschijnlijk trad hij op als ophelder (vertegenwoordiger) van de gezamenlijke bezitters. |
| 1693           | Willem Paes                       | Willem Paes, burgemeester van Geleen, verheft de Hanenhof te Valkenburg. Waarschijnlijk trad hij op als ophelder van de gezamenlijke bezitters. |
| 1725           | Johan de Macker                   | Verhief de Hanenhof te Valkenburg. Waarschijnlijk trad hij op als ophelder van de gezamenlijke bezitters. |
| 18e eeuw       | Afstammelingen Van den Stock      | Tot het einde van de 18e eeuw zijn de afstammelingen van drossaard Van den Stock eigenaren van gedeelten van de gewande van de Hanenhof. |

### Halfers
Voor zover bekend hebben de adellijke eigenaren niet op de Hanenhof gewoond. Hoeve en landerijen werden aan halfers verpacht, die zoch dikwijls naar de hoeve gingen noemen, zoals Wilhelm Haenen (1474).

## Grondgebied
Het grondgebied van de Hanenhof, de zogenoemde Hanenhofsgewande, werd in 1705 geschat op 109 bunder, ongeveer 100 hectaren, wat voor die tijd een aanzienlijk gebied was. De hoeve was voornamelijk omringd door akkerland dat zich van Munstergeleen tot de huidige begraafplaats van Oud-Geleen uitstrekte.
Vanuit de middeleeuwen zijn geen gegevens overgeleverd over de omvang van het grondgebied. Door lage veranderingsdynamiek en het belang van de rechten die aan dit soort goederen waren verbonden, bleven dergelijke landbouwcomplexen vaak eeuwenlang ongewijzigd in stand.
Op dit grondgebied werd in de eerste helft van de 9e eeuw een kerk en pastorie gesticht.

## Trivia
- De tegenwoordig in het stadscentrum van Geleen gelegen Hanenhof, waarvan de stichting per 24 januari 1953 is opgericht, dankt zijn naam aan deze hoeve en is onder andere een zalencentrum. Ook waren de Biblionova, muziekschool Artamuse en tot 2019 voormalig Streekomroep START in de Hanenhof onder gebracht.
- Sommige geschiedschrijvers halen aan dat de Hanenhof in bezit was van Ridder Vos. Hiervan is echter geen concreet bewijs gevonden.